# Collohmannia asiatica
Collohmannia asiatica är en kvalsterart som beskrevs av Krivolutsky och Christov 1970. Collohmannia asiatica ingår i släktet Collohmannia och familjen Collohmanniidae. Inga underarter finns listade i Catalogue of Life.